# 1279

## Esdeveniments
- 20 de gener - Perpinyà (el Rosselló): Jaume II de Mallorca signa el Tractat de Perpinyà pel qual es declara vassall de Pere el Gran
- Final de la dinastia Song a la Xina i establiment de la dinastia Yuan.[1]